# Патријарх московски Кирил
Патријарх московски и све Русије Кирил (рус. Кирилл, световно Владимир Михајлович Гундјајев (рус. Владимир Михайлович Гундяев; Лењинград, 20. новембар 1946) је врховни предстојатељ Руске православне цркве.

## Биографија
Рођен је као Владимир Михајлович Гундјаев у Лењинграду (Санкт Петербург), у РСФСР (Русија).
Дипломирао је на Лењинградској духовној богословији 1965. године. Постао је свештеник и монах 1969; дипломирао је на Лењинградској духовној академији 1970. године.
Дана 14. марта 1976. постављен је за епископа Виборга.
Године 1977, изабран је за архиепископа. Дана 14. децембра 1984. постао је архиепископ смоленски и вјаземски, а априла 1984 — архиепископ смоленски и каљининградски.
Дана 20. новембра 1984. постао је предсједник Одсјека спољних црквених односа Руске православне цркве.
Дана 25. фебруара 1991. изабран је за митрополита.

## Патријарх
Дана 6. децембра 2008, након смрти патријарха Алексија II (5. децембра 2008), изабран је за мјестобљуститеља Московског патријархата.
Дана 27. јануара 2009. изабран је за новог патријарха Руске православне цркве.
Митрополит Кирил је добио 508 (односно 72%) гласова, док је други кандидат митрополит калушки и боровски г. Климент добио 169 гласова (односно 24%). Укупан број пуноправних гласача био је 702, а да би нови патријарх био изабран, кандидат је морао да освоји више од половине гласова. Митрополит Минска и све Белорусије г. Филарет, који је био трећи кандидат, два сата пре гласања се повукао из избора, у корист митрополита Кирила.
Дана 1. фебруара 2009. устоличен је у Храма Христа Спаситеља у Москви.
Током посете Београду новембра 2014. године уручен му је почасни докторат Универзитета у Београду и Орден Светог Саве првог реда.